# Lo Vilar de Pèlis
Lo Vilar de Pèlis (italià Villar Pellice) és un municipi italià, situat a la ciutat metropolitana de Torí, a la regió del Piemont. L'any 2007 tenia 1.195 habitants. Està situat a la Vall Pèlis, una de les Valls Occitanes. Limita amb els municipis d'Angruenha, Bagnolo Piemonte (Cuneo), Buebi, Crissolo (Cuneo), Perier, Praal, Rorà i la Torre de Pèlis.

## Administració
| Període | Identitat    | Partit        |
| ------- | ------------ | ------------- |
| 2004-   | Bruna Frache | Llista cívica |